# Epes
Epes – miasto w Stanach Zjednoczonych, w stanie Alabama, w hrabstwie Sumter. W roku 2023 miasto zamieszkiwały 262 osoby, a gęstość zaludnienia wynosiła 52,4 osoby/km².